# Lode Wouters
Lode Wouters (n. 27 mai 1929, Laakdal, Flandra, Belgia – d. 25 martie 2014, Geel, Flandra, Belgia) a fost un ciclist de performanță ce a reprezentat Belgia, medaliat olimpic. A participat la o ediție a Jocurilor Olimpice (1948) în care a câștigat o medalie de aur și o medalie de bronz.